# Лекріца-Міке
Лекріца-Міке (рум. Lăcrița Mică) — село у повіті Долж в Румунії. Входить до складу комуни Робенешть.
Село розташоване на відстані 170 км на захід від Бухареста, 12 км на схід від Крайови.

## Населення
За даними перепису населення 2002 року у селі проживали 146 осіб, усі — румуни. Усі жителі села рідною мовою назвали румунську.